# کلام الفروق بین الامراض
کلامُ الفُروقِ بَینَ الأمراض (در صفات و فرق بین بیماری‌ها)، کتابی از محمد زکریای رازی در زمینهٔ پزشکی است.
رازی در این کتاب دربارهٔ علت‌ها و علامت‌های مشابه بین بیماری‌ها و فرق میان آن‌ها سخن گفته‌است. ابن اصیبعه در کتاب خود از این کتاب نام برده‌است. در ابتدای این کتاب رازی نوشته: «چون دیدم اطباء زمان از بیماری‌ها فقط آنچه که در کتاب‌ها خوانده‌اند می‌دانستند و به علل و اسباب مشترک بیماری‌ها که با یکدیگر شباهت دارند کمتر توجه داشتند؛ بر آن شدم که علل و دلائل بیماری‌ها که با یکدیگر شباهت دارند و مشترک می‌باشند؛ جمع کنم که فراگرفتن آن آسان باشد و این‌ها مطالبی است که قبل از این تاریخ در کتاب‌ها نیامده‌است و آن را به پنج مقاله تقسیم کردم.»
مقاله‌های کتاب به این شرح است:
- مقالهٔ اول، در پنج فصل که مشتمل بر بیست و هشت مورد تشخیص تفکیکی در باب تشابه بیماری‌های سر و مغز و چشم و بینی و بیماری‌های روانی و گوش و دهان و دندان است.
- مقالهٔ دوم، در سه فصل که شامل نوزده مورد تشخیص تفکیکی دربارهٔ تشابه بیماری‌های حلق و حنجره و ریه و قفسهٔ سینه و جنب است.
- مقالهٔ سوم، در چهار فصل و شامل سی و هفت مورد تشخیص تفکیکی دربارهٔ تشابه بیماری‌های معده و کلیه و کبد و طحال و مثانه و آلات تناسلی است.
- مقالهٔ چهارم، در سه فصل و مشتمل ده مورد تشخیص تفکیکی درباب تشابه بیماری‌های خونی و اخلاط و اورام و تغذیه‌ای و معدی است.
- مقالهٔ پنجم، در دو فصل که شامل هفده فصل مورد تشخیص تفکیکی درباب تشابه نبض و ادرار بیماران است.